# Koninklijke Klokkengieterij Petit & Fritsen

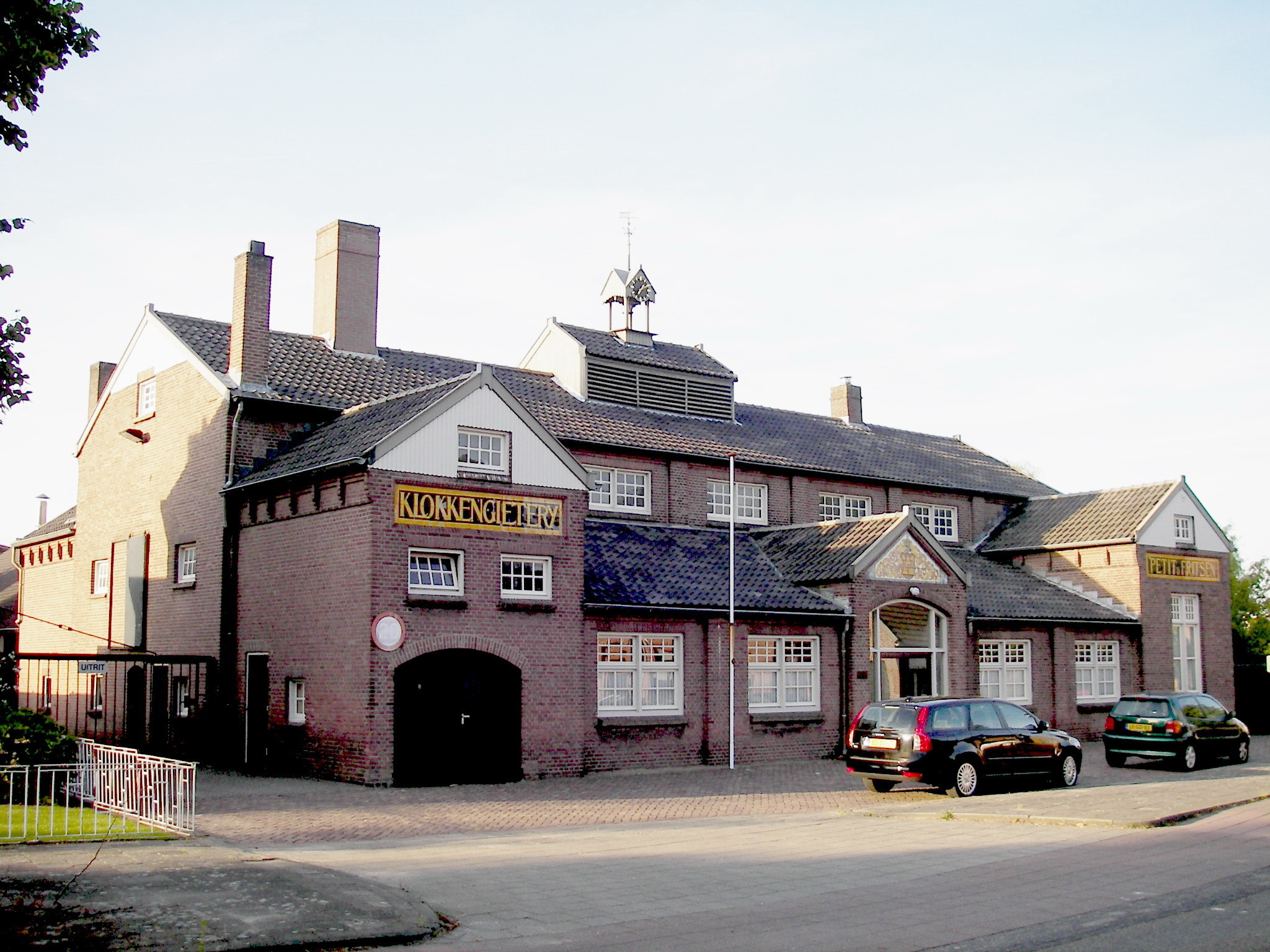
Koninklijke Klokkengieterij Petit & Fritsen

Die Koninklijke Klokkengieterij Petit & Fritsen (deutsch Königliche Glockengießerei Petit & Fritsen) ist eine niederländische Glockengießerei und ein altes Familienunternehmen.

## Geschichte
Das Unternehmen befindet sich seit dem Jahre 1660 in Aarle-Rixtel in der Provinz Nordbrabant. Seit 1907 ist das Unternehmen im heutigen Gebäude angesiedelt. Die meisten Glocken und Glockenspiele, die Petit & Fritsen hergestellt hat, befinden sich in den Niederlanden, Belgien, Dänemark, Frankreich, Indonesien und in den Vereinigten Staaten. 1866 lieferte die Glockengießerei auch die Glocken und eine Turmuhr nach Aruba, wo sie noch heute in der Festung Zoutman auf dem Wilhelm-III.-Turm täglich die Stunden läuten, und für die Kathedrale St. Peter und Paul in Paramaribo. In der Kirche St. Peter und Paul auf Nikolskoe (Berlin-Wannsee) hängen seit 1985 28 Glocken der Firma.
Am 24. Februar 2014 berichtete die Zeitung Brabants Dagblad, dass die Glockengießerei Eijsbouts aus Asten Petit & Fritsen übernehmen wird.

## Glocken und Geläute
(unvollständig)
- (NL) Eusebiuskerk (Arnhem), insgesamt zwei Glocken, eine 1958 (c1), eine 1961 (g0), zu fünf historischen, eine 1477 (b0) Geert van Wou, vier 1650 (es1, g1, as1, bes1) von François Hemony.
- (NL) Reformierte Kirche (Bellingwolde), eine 1980 Glocke (e2)
- (NL) Friedhof Zuylens (Breda), eine Glocke 1828 (ais2)
- (D) St. Marien-Kirche (Hamburg-Bergedorf), fünf Glocken 1966 (c1, d1, e1, g1, a1)
- (D) St. Josef (Hastenrath (Gangelt)), drei Glocken 2003 (f2, g2, b2)
- (NL) St. Lambertuskerk (Horst), vier Glocken 1952 (c1, es1, f1, g1)
- (NL) Hervormde Kerk (IJsselmuiden), eine Glocke 1975 (c2), als Ergänzung zu einer (as1) von F. Hemony (1647).
- (D) St. Severin (Karken), drei Glocken 1964 (c1, d1, a1), als Ergänzung zu zwei Glocken von der Fa. Junker & Edelbrock (vorm. Fa. Heinrich Humpert) aus Brilon (e1, g1).
- (NL) Onze-Lieve-Vrouw Hemelvaartkerk (Leiden), insgesamt drei Glocken, zwei 1948 (g1, a1), eine 1955 (e1)
- (D) Vorwerker Friedhof (Lübeck), eine Glocke 1958 (e2)
- (NL) kath. St. Barbara (Nieuwegein), insgesamt zwei Glocken, eine 1953 (a1), eine 1954 (b1)
- (NL) St. Antonius Dorpskerk (Nunspeet), insgesamt drei Glocken, zwei 1949 (gis1, cis2), eine 1963 (b1)
- (NL) kath. Kirche H. Drievuldigheid (Rimburg), drei Glocken 1949 (a1, h1, cis2)
- (NL) Kathedrale von Rotterdam, zwei Glocken 1956 (fis1, a1), als Ergänzung zu einer (e1) von der Klokkengieterij Eijsbouts aus Asten (1948).
- (NL) St. Dominicus (Rotterdam), drei Glocken 1961 (e1, fis1, gis1)
- (NL) Hervormde Kerk (Tzum (Friesland)), zwei Glocken 1978 (a1, d2), als Ergänzung zu einer (d1) von Gert van Wou 1525.
- (NL) St. Martinuskerk (Vaassen), drei Glocken 1949 (a1, b1, cis2)
- (NL) Onze-Lieve-Vrouwekerk (Vlissingen), eine Glocke 1948 (es2)
- (NL) Martinuskerk (Weert) (Weert), vier Glocken 1949 (a0, b0, cis1, fis1)
- (D) Stadthausturm (Münster), Glockenspiel
- (MEX) Torre Insignia (Mexiko-Stadt), Glockenspiel mit 47 Glocken mit einem Gesamtgewicht von 26 Tonnen, ein Geschenk Belgiens an Mexiko zum 150. Unabhängigkeitstag